# 518886 Wheelock
518886 Wheelock è un asteroide della fascia principale. Scoperto nel 2010, presenta un'orbita caratterizzata da un semiasse maggiore pari a 3,2156803 au e da un'eccentricità di 0,1187970, inclinata di 17,70519° rispetto all'eclittica.